# Kevin Ayers
Kevin Ayers (16. srpna 1944 Herne Bay – 18. února 2013 Montolieu) byl britský hudebník, zpěvák, kytarista a baskytarista. Byl zakládajícím členem průkopnické psychedelické skupiny Soft Machine v 60. letech, rovněž byl těsně spojen s canterburskou scénou. Nahrál mnoho sólových alb a spolupracoval s dalšími muzikanty (např. Brian Eno, John Cale, Syd Barrett, Elton John, Robert Wyatt, Andy Summers, Mike Oldfield, Nico, Ollie Halsall a mnoho dalších). V roce 1970 založil kapelu The Whole Band, která působila jako jeho doprovodná skupina. Ke konci svého života žil Ayers v jižní Francii.

## Sólová diskografie
- Joy of a Toy (1969)
- Shooting at the Moon (1970)
- Whatevershebringswesing (1971)
- Bananamour (1973)
- The Confessions of Dr. Dream and Other Stories (1974)
- June 1, 1974 (1974, live; s Nico, Johnem Calem a Brianem Enem)
- Lady June's Linguistic Leprosy (1974; s Lady June a Brianem Enem)
- Sweet Deceiver (1975)
- Yes We Have No Mañanas (So Get Your Mañanas Today) (1976)
- Rainbow Takeaway (1978)
- That's What You Get Babe (1980)
- Diamond Jack and the Queen of Pain (1983)
- Deià...Vu (1984)
- As Close As You Think (1986)
- Falling Up (1988)
- Still Life with Guitar (1992)
- The Unfairground (2007)